# Kane no naru oka: Dai san hen, kuro no maki
Pour plus de détails, voir Fiche technique et Distribution.
Kane no naru oka: Dai-san hen, kuro no maki (鐘の鳴る丘 第三篇クロの巻, littéralement « Pente de la colline de la cloche qui sonne ») est un film japonais en noir et blanc sorti en 1949, dernier épisode d'une trilogie de films de guerre, réalisé par Keisuke Sasaki, avec les mêmes acteurs que dans les deux précédents films de la série.

## Liste des films de la trilogie
1. 鐘の鳴る丘 第一篇 隆太の巻 (Kane no naru oka: dai-ichi hen, ryūta no maki; « Pente de la colline de la cloche qui sonne » : première partie) (1948)
2. 鐘の鳴る丘 第二篇 修吉の巻 (Kane no naru oka: dai-ni hen, shūkichi no maki; « Pente de la colline de la cloche qui sonne » : deuxième partie) (1949)
3. 鐘の鳴る丘 第三篇 クロの巻 (Kane no naru oka: dai-san hen, kuro no maki; « Pente de la colline de la cloche qui sonne » : troisième partie) (1949)

## Postérité
Le succès de cette trilogie engendre une série de radio de fin de semaine en épisodes de 15 minutes, produit par la NHK, avec de nouvelles aventures d'un soldat démobilisé et d'un groupe d'orphelins de guerre sous sa garde sur la « Colline de la cloche qui sonne ». 

## Fiche technique
- Titre original : Kane no naru oka: Dai-san hen, kuro no maki (鐘の鳴る丘 第三篇クロの巻?)
- Réalisation : Keisuke Sasaki
- Scénario : Ryōsuke Saitō d'après une œuvre de Kazuo Kikuta
- Photographie : Toshiyasu Morita
- Producteur : Shōzaburō Yamaguchi
- Sociétés de production : Shōchiku
- Pays d'origine :  Japon
- Langue : japonais
- Format : N&B - 1,37:1
- Genre : Film de guerre
- Durée :
- Date de sortie :  Japon : 29 novembre 1948

## Distribution
- Keiji Sada
- Taeko Takasugi
- Masao Inoue
- Michiko Namiki
- Tōdō Gekidan